# هاوتورن (کالیفرنیا)
هاوتورن (به انگلیسی: Hawthorne) شهری در شهرستان لس‌آنجلس، کالیفرنیا ایالت کالیفرنیا است که در سرشماری سال ۲۰۲۰ میلادی، ۸۸٬۰۸۳ نفر جمعیت داشته است.